# Китаев, Дмитрий Иванович
Дмитрий Иванович Китаев (1903 — после 1985) — советский военный юрист, заместитель главного военного прокурора СССР, генерал-майор юстиции.

## Биография
В РККА с 1919. В 1938 военный прокурор Харьковского военного округа. С июля 1943 военный прокурор в 11-й армии. В 1952 заместитель главного военного прокурора СССР, руководил группой прокурорского надзора за следствием в МГБ СССР. Утверждал заключение по делу ЕАК.

### Звания
- военюрист 2-го ранга (1930-е);
- бригвоенюрист;
- полковник юстиции (1940-е);
- генерал-майор юстиции.

### Награды
- ордена и медали.